# Grad Štrosburg (Koroška)
Grad Štrosburg je nekdanji sedež krških škofov, po njem pa se imenuje istoimensko mesto v dolini Krke na Koroškem.
Grad je na strateški lokaciji na hribu nad mestom Štrosbrug. Ime je dobil po tem, da je obvladoval cesti ob Krki. Štrosburg je bil prvič omenjen v listini leta 1147 kot Strazburch. Zgradil ga je krški škof Roman I., ki je zgradil grad in stolnico v Krki, da bi pokazal svojo neodvisnost od salzburškega nadškofa. Prvi grad je bil približno tako velik, kot je danes, dolg okoli 70 m. Štrosburg, ki je do prve polovice 16. stoletja kot grad ( castrum, veste ), pozneje imenovan graščina, je bil do leta 1783 sedež krških škofov. Potem, ko je bil prepuščen propadanju, so ga v 1950-ih popravljali in je danes v veliki meri obnovljen.

## Zgodovina
Prvi grad je bil dokončan pod škofom Romanom I. (1131–1167). Iz tega časa sta oba obrambna stolpa, ki dokazujeta, da je prvi grad že imel današnje razsežnosti. Grad je z obzidjem, preprostimi obzidnimi vrati, enonadstropno kapelo (tu posvečeno sv. Mavriciju) in masivno hišo (stanovanjski objekt) ustrezal grajskemu tipu, ki je bil tedaj pogost v današnji Avstriji. V sporih s salzburškim nadškofom je bil grad leta 1179 oblegan in leta 1180 v veliki meri porušen. Obzidje je še vedno večinoma ohranjeno (npr. B. v zunanjem obzidju današnjega zahodnega in severnega trakta do 9 m višine).
Grajska kapela je bila zgrajena v poznem 12. stoletju, in je sestavljena iz ladje, pevskega prostora in polkrožne apside. v 14. stoletju so kapelo nadzidali za eno nadstropje, v 15. stoletju so nad pevskim prostorom prizidali še eno nadstropje. Zadnje povečanje tega dela je bilo leta 1682.
Prvotna utrjena hiša ali palas je bila dvonadstropna stavba na južni strani, zahodno od kapele. Še danes so vidni ohranjeni deli iz 13. stoletja. Palas se je v srednjem veku in v začetku 17. stoletja razširil proti zahodu. Leta 1611 so dvokrako stopnišče dopolnili z okroglo obokanim portalom iz kloritnega skrilavca.
Faulturm (Bergfrid 8,40 × 7,95 m) je bil zgrajen hkrati s kapelo in je obdan z grajskimi vrati. Bil je utrdba in rezidenca ministerialov krških škofov. Prvotno štirinadstropno stavbo so v poznem srednjem veku povečali za eno nadstropje. Od prvotnega lesenega obzidja so ostale le luknje za stebre.
V 14. stoletju so na zunanji strani severne kurtine zgradili vzhodni stolp. V pritličju in prvem nadstropju – ohranjeni še danes – sta črni kuhinji. Zahodni stolp ali stolp kovnice je bil zgrajen v 15. stoletju. Pred letom 1450 so pred palasom na dvoriščni strani zgradili dvonadstropno uto. Okoli sredine 15. stoletja je bil utrjen zunanji obroč obzidja.
Po letu 1450 so obzidju na dvoriščni strani prizidali dvonadstropni zahodni trakt, dvignili severno stransko kurtino, palas prezidali in povišali na sedanjo višino ter kapelo, kot rečeno, tudi povišali. To gradbeno fazo prepoznamo po gotskih oblikah oken, vrat in obokov. Te gradbene ukrepe je pripisati knezoškofu Ulriku III. Sonnenbergerju (1453–1469). Dvonadstropni severni trakt je bil zgrajen okoli leta 1500.
V letih 1583/84 so na severozahodu postavili hlev in boks po načrtih Johanna Antona Verde, ki je sodeloval tudi pri gradnji celovške deželne hiše. V trinadstropni, vzdolžno pravokotni stavbi je bil v pritličju konjski hlev, nad njim zgrajeno nadstropje (s tremi obočnimi polami s križnimi oboki ) in dvorana. Leta 1611 so razširili južni trakt in leta 1634 zgradili stopniščni stolp južno od kapele.
Po tem je grad delno propadel. Po eni strani so bili krivi požari (1638, 1650), po drugi strani pa nezainteresiranost škofov (kot je Sigismund Franz, avstrijski nadvojvoda), ki se nikoli niso zadrževali v Štrosburgu kot cesarski odposlanci.
Pod knezoškofom kardinalom Janezom VIII. baronom Goessškim so Štrosburg spremenili v baročno rezidenco. Med letoma 1680 in 1690 je dvonadstropne arkade, ki so pred trakti na dvoriščni strani, zgradil kamnosek Janez Payr. Prvotno je en lok polkrožno obokanih arkad v pritličju ustrezal dvema lokoma toskanskih arkad v zgornjem nadstropju (ta jasna razdelitev ni bila obnovljena med rekonstrukcijo leta 1962). Dvoriščne stene so bile okrašene z vodoravnimi mavčnimi venci in sgraffito dekorjem. Slogovno se grajsko dvorišče zgleduje po renesanse. Leta 1685 so zgradili baročni portal, ki vodi v Zwinger, leto kasneje pa glavna vrata (namesto romanskih glavnih vrat). Kapelo je s kiparsko štukaturo in stenskimi poslikavami opremil Adam Claus.
Med potresom 21. novembra 1767 je bil grad močno poškodovan. Potem ko so leta 1783 škofovsko rezidenco preselili na grad Pöckstein, je grad vse bolj propadal. Leta 1858 in 1904 so bili na gradu požari, ki jih je zanetila strela. Leta 1954 je bil iz varnostnih razlogov celo izdan ukaz za rušenje. Zaradi nastalih naporov so se leta 1956 začeli reševalni in kasneje obnovitveni ukrepi. Danes je grad v veliki meri obnovljen.

## Današnja uporaba
Danes je grad odprt za javnost. V gradu so:
- Kulturni center Štrasburg
- folklorne zbirke
- lovski muzej
- restavracija

## Spletne povezave
- Grad Štrasburg na spletni strani krške škofije
- Informacije mestne občine Štrasburg
- Vstop na grad Štrasburg (Koroška)
- Straßburg. V: burgen-austria.com. Zasebna spletna stran Martina Hammerla ; pridobljeno 1. januarja 1900
- Vstop preko kulturring-strassburg.at